# Arte in situ

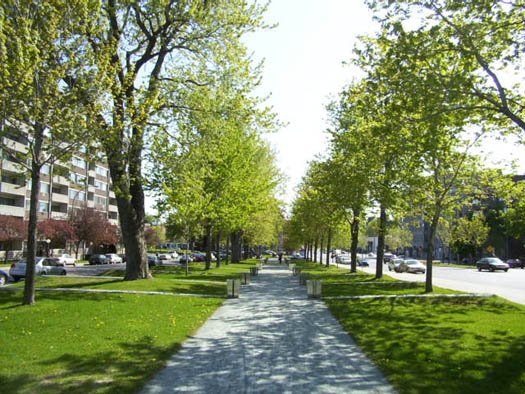
Nef pour quatorze reines de Rose-Marie Goulet, um memorial ao Massacre da École Polytechnique, apresentando elementos escultóricos integrados em um local especialmente ajardinado, Montreal, Canadá

Em arte contemporânea, arte in situ é uma obra de arte criada para existir em um determinado local. Normalmente, o artista leva em consideração o local ao planejar e criar a obra de arte. A arte específica do site é produzida por artistas comerciais e independentes, e pode incluir algumas instâncias de trabalho, como escultura, grafite em estêncil e outras formas de arte. As instalações podem ser em áreas urbanas, ambientes naturais remotos ou debaixo d'água.
Alguns artistas que executam este tipo de arte são Daniel Buren, Andy Goldsworthy, Christo e Jeanne-Claude, Dan Flavin, Flávia Junqueira, Gian Carlo Riccardi, Richard Serra, e Rowan Gillespie.

## Galeria

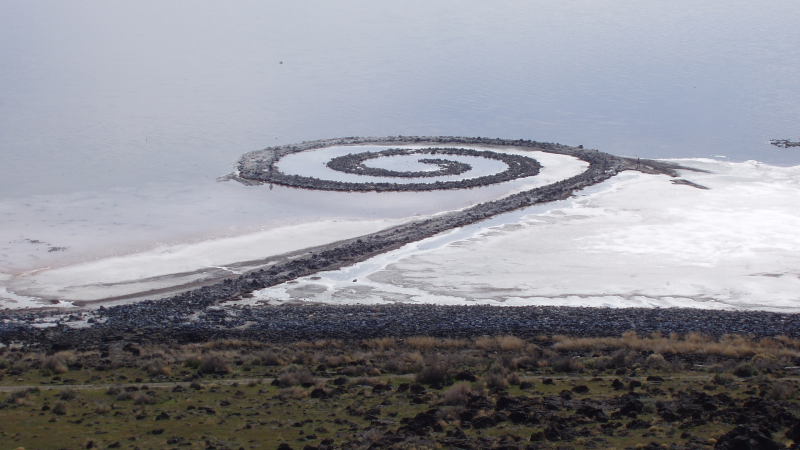
Robert Smithson, Spiral Jetty do topo de Rozel Point, 2005.
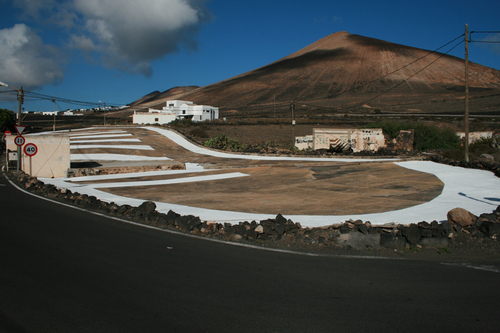
Efeito colateral X, Eberhard Bosslet; Tias, Lanzarote, 2008.
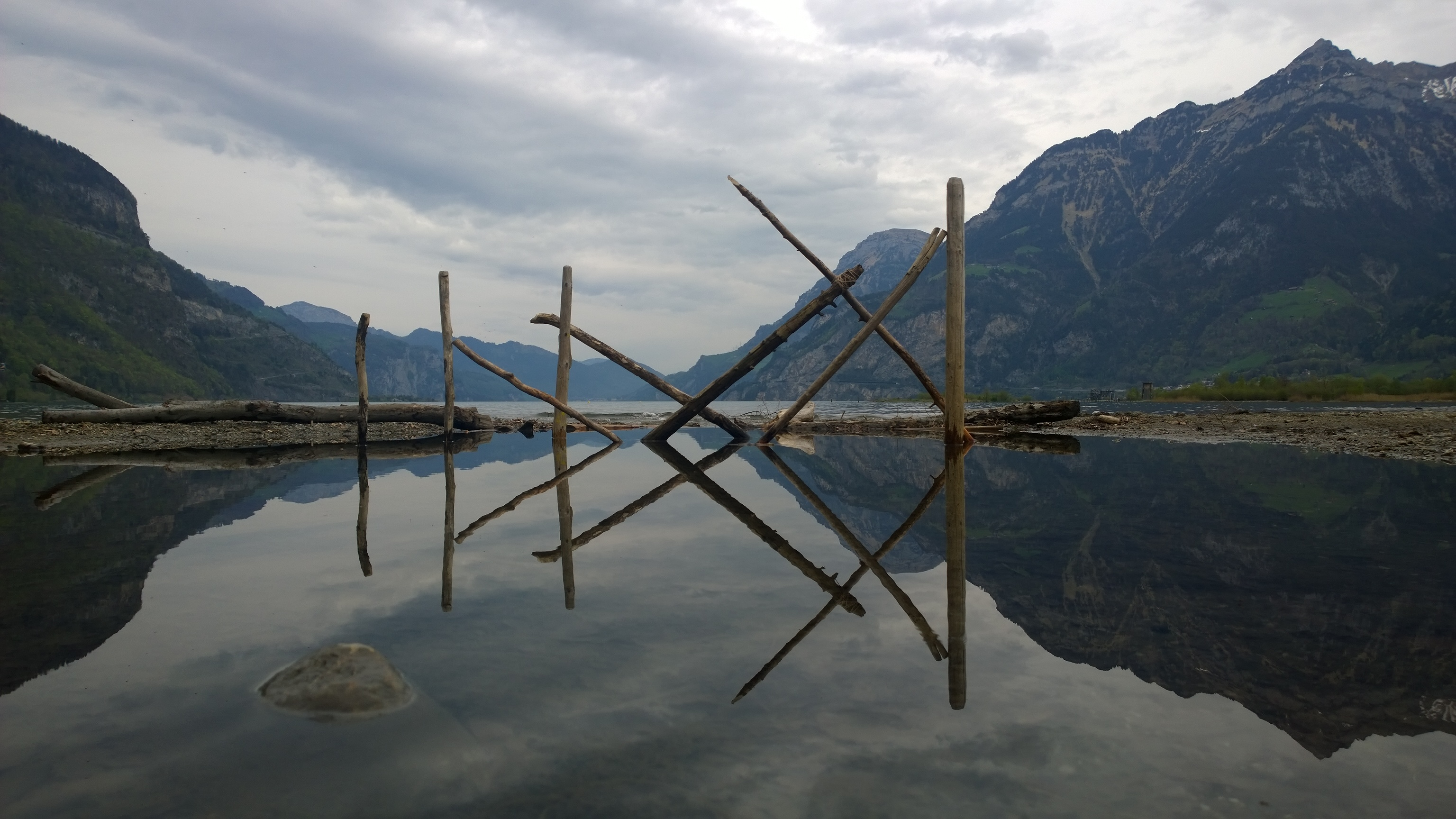
Vista de uma instalação de Strandbad Seedorf, Suíça, 2015.
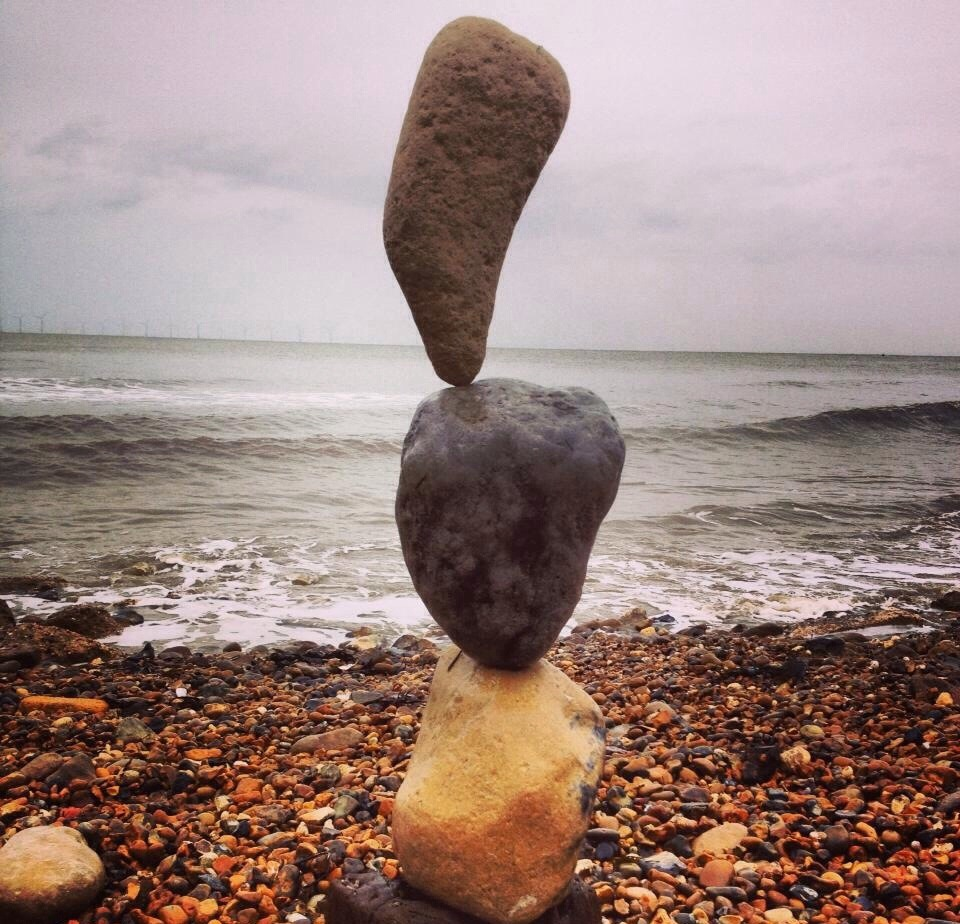
A rock balance, Inglaterra, 2013.
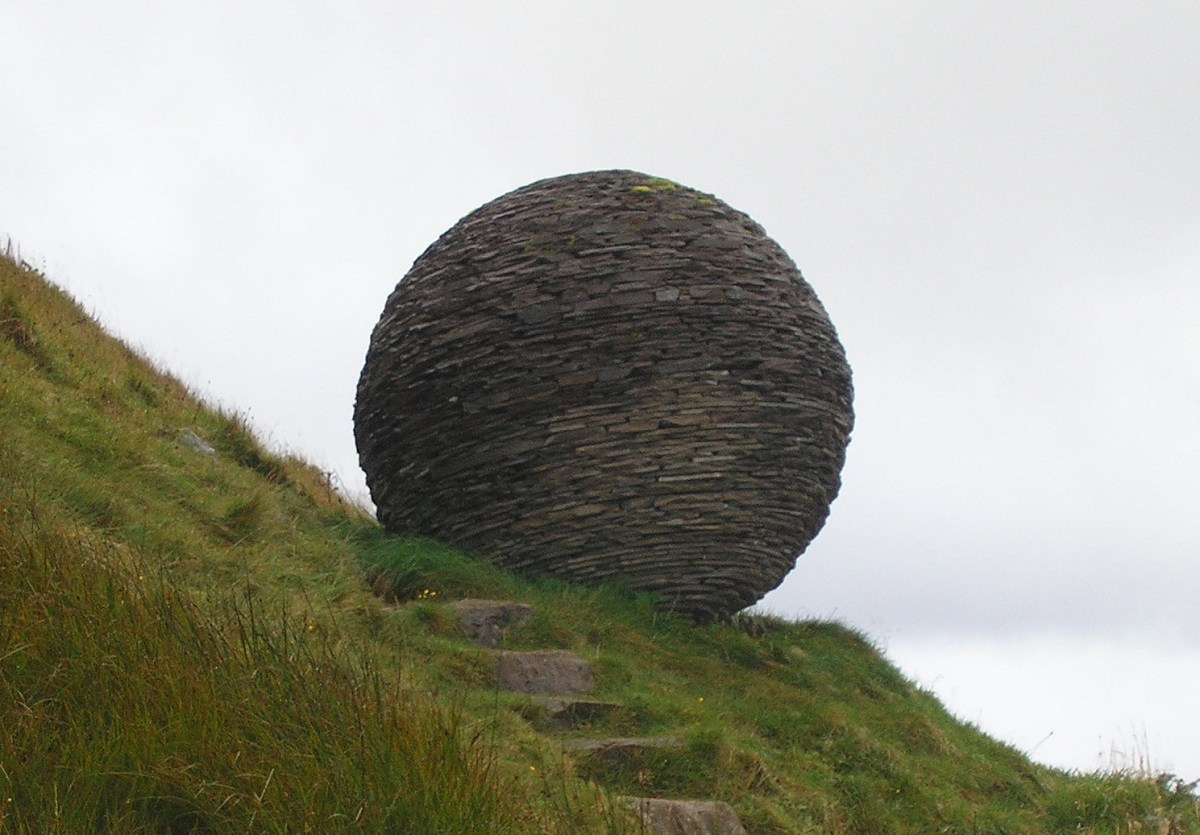
The Globe, Knockan Crag National Nature Reserve, Escócia, 2007.
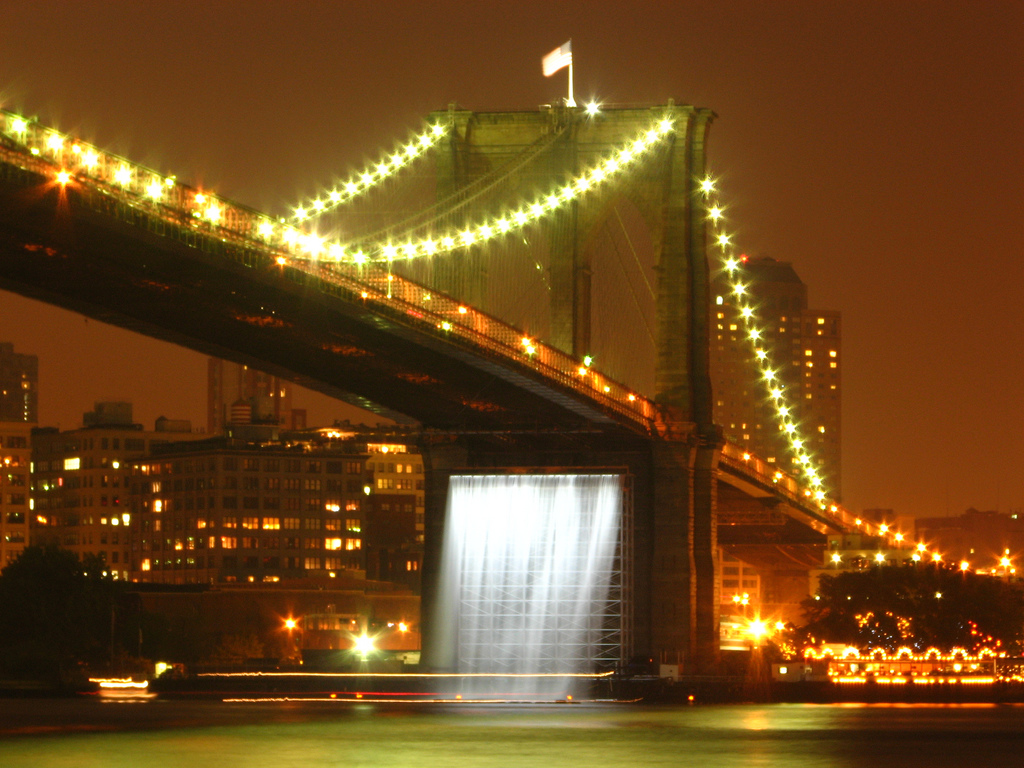
Cachoeiras de Olafur Eliasson sob a ponte do Brooklyn, 2008
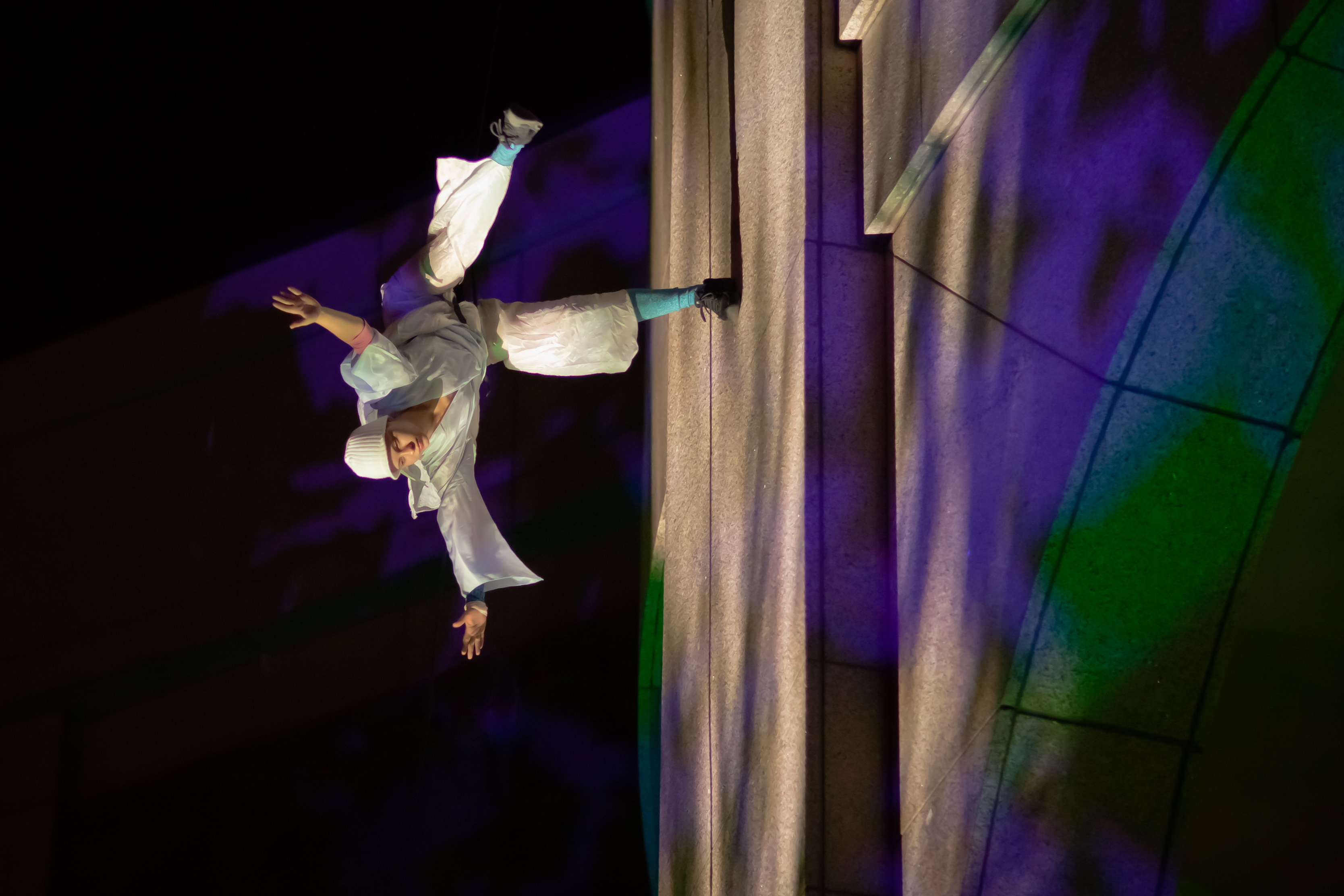
Dança específica do local por Blue Lapis Light no Texas State History Museum em Austin, Texas, 2010.
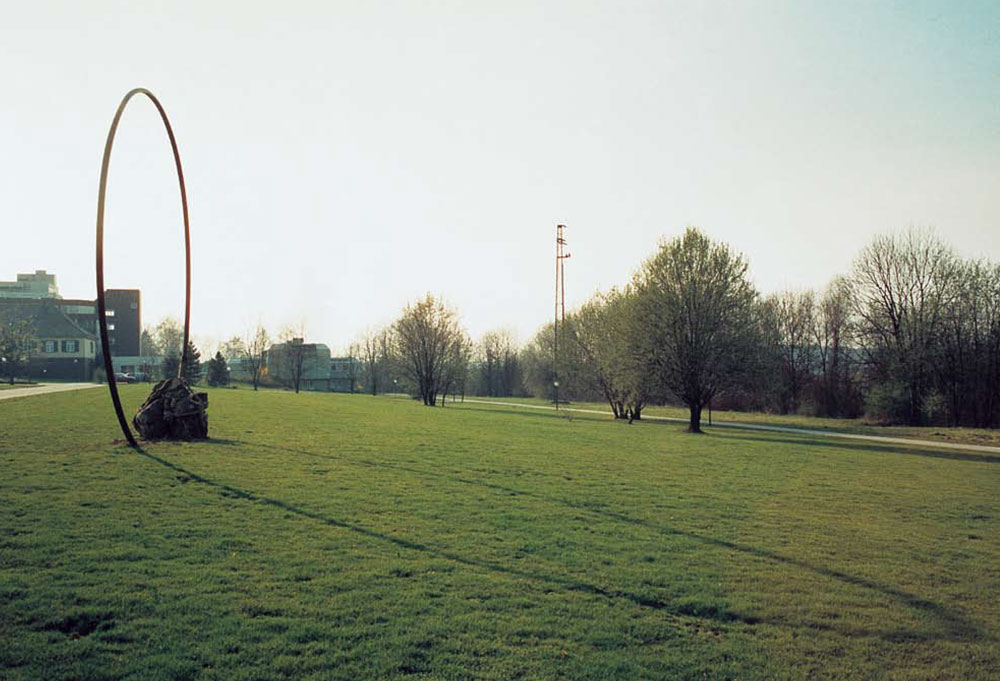
O, Die Stimme in der Kunst, Klinikverwartung, Milton Becerra, Alemanha, 1989.